# Altoman
Altoman, zapovjednik, vojvoda i namjesnik srpskog despota Đurđa Brankovića za planinska krajeve Zete, područja iznad Kotora i Budve, koje je Srpska Despotovina dobila poslije smrti Balše III. Kada su Mlečani 1442. osvojili ta područja, Altoman je jedno vrijeme stolovao u Podgorici, kasnije je od Mlečana Drivast (Drišt, Drisht), Bar i Budvu.
Altoman je s 12 000 Srba i Turaka-plačenika, prodro u lipnju 1448. prema moru i opustošio područje do Kotora, ali je dočekan od Mlečana i poražen. Pošto ni kasnije nisu ostvarene despotove pretenzije na spomenute gradove, Altoman je krajem 1450. upao s jakim snagama na prostor Skadra pustošeći i pljačkajući njegovu okolicu. Dvije godine kasnije ponovno prodire s 12 000 vojnika na područje Skadra koje pustoši, a zatim se zbog koncentracije jačih mletačkih snaga okreće prema zapadu i upada u Crnogorsko primorje.
Tamo su ga 1452. dočekale snage tadašnjeg mletačkog kapetana Stefana I. Crnojevića i kotorskog kneza, te ga odlučno porazile.